# Calista Flockhart
Calista Kay Flockhart (* 11. listopadu 1964 Freeport, Illinois) je americká herečka, známá především ze seriálu Ally McBealová, ve kterém hrála stejnojmennou postavu.

## Biografie
Její matka Kay, učila na střední škole angličtinu a otec, Ronald pracoval u firmy Kraft Foods. Jeho služební postup vyžadoval časté stěhování, proto se svým starším bratrem Garym strávila dětství nejprvé v Illinois, poté v Minnesotě, v New Yorku, v Iowě, aby se nakonec usadili v New Jersey. Po studiu na střední škole v Medfordu složila zkoušky na Rutgersovu univerzitu, kde studovala drama, a kterou úspěšně ukončila v roce 1987.
V lednu 2001 adoptovala chlapce s jménem Liam, který se narodil v nemocnici v San Diegu. Médii byla podezírána z anorexie a bulimie. Od roku 2009 byla zasnoubena s hercem Harrisonem Fordem, za kterého se 15. června 2010 v americkém státě Nové Mexiko provdala.

## Profesní život
První roli dostala v newyorském divadle Repertory Theater, poté vystřídala několik regionálních divadel v Clevelandu, Louisvillu, Chicagu. Na průlomovou roli čekala několik let. Mezitím hrála jen menší role. Průlom přišel až v roce 1994, kdy si zahrála na Broadwayi ve hře Tennesseeho Williamse „Skleněný zvěřinec“ (The Glass Menagerie). Pak se objevila po boku Kevina Spaceyho v první televizní roli Lillian Andersonové v seriálu „Darrow“. O tři roky později hrála ve snímku „Nahý v New Yorku“ (Naked in New York). Následně si zahrála ve filmu Roberta Redforda „Quiz Show“, pak v komedii „Ptačí klec“ (The Birdcage).
Na Broadwayi si jí všiml režisér David E. Kelley a nabídl jí roli právničky v seriálu Ally McBealová. Roli v seriálu přijala. Seriál se proslavil po celém světě a byl oceněn mnoha cenami. Následoval „Sen noci svatojánské“ (A Midsummer Night’s Dream), „Co vlastně ženy chtějí“ (Things You Can Tell Just by Looking at Her), kde si zahrála po boku Glenn Close a Cameron Diaz.

## Divadlo
- The Glass Menagerie
- Tři sestry
- The Loop
- All for One
- Sophistry
- Wrong Turn at Lungfish
- Beside Herself
- Bower Boys
- Our Town
- Death Takes a Holiday

## Film a televize
- 1989 The Guiding Light (TV)
- 1991 Darrow
- 1992 Lifestories: Families in Crisis
- 1993 Naked in New York
- 1994 Clear Cut
- 1994 Quiz Show
- 1994 Getting In
- 1995 Drunks
- 1995 Pictures of Baby Jane Doe
- 1996 The Birdcage
- 1996 Milk & Money
- 1996 – 2002 Ally McBeal (TV)
- 1997 Telling Lies in America
- 1998 The Practice (TV)
- 1999 A Midsummer Night’s Dream
- 2000 Bash: Latter-Day Plays (TV)
- 2000 Things You Can Tell Just by Looking at Her
- 2004 The Last Shot
- 2005 Frágiles
- 2007 Brothers & Sisters
- 2015 Supergirl